# Subregiones de Córdoba (Colombia)

Subregiones de Córdoba.

Con el nombre de Subregion se le conoce a las subdivisiones administrativas que conforman el departamento colombiano de Córdoba. En total son 7 Subregiones que no son relevantes en términos de gobierno, y que fueron creadas para facilitar la administración del departamento; agrupan los 30 municipios del departamento, incluyendo a la capital.
Las Subregiones de Córdoba son las siguientes:

## Subregiones
| Alto Sinú                                                                                   | Bajo Sinú                                                    | San Jorge |
| ------------------------------------------------------------------------------------------- | ------------------------------------------------------------ | --- |
| Tierralta • Valencia                                                                        | Chimá • Cotorra • Lorica • Momil • Purísima                  | Ayapel • Buenavista • La Apartada • Montelíbano • Planeta Rica • Pueblo Nuevo • Puerto Libertador • San José de Uré |
| Costanera                                                                                   | Medio Sinú                                                   | Sabanas |
| Canalete • Los Córdobas • Moñitos • Puerto Escondido • San Antero • San Bernardo del Viento | Cereté • Ciénaga de Oro • Montería • San Carlos • San Pelayo | Chinú • Sahagún • San Andrés de Sotavento • Tuchín                                                                  |